# Norace
Norace (in greco antico: Νώραξ?; in latino Norax) è un antico eroe della mitologia sarda. È il figlio del dio Ermes e di Eritea, figlia di Gerione. Compare nei testi di Pausania, Sallustio e Solino.

## Storia
Secondo Pausania, Norace dalla penisola iberica giunse in Sardegna alla guida degli Iberi, i quali fondarono la città che da lui prese il nome: Nora
(Pausania, Periegesi della Grecia, X, 17,5)
Solino specifica che Norace giunse in Sardegna dalla mitica città di Tartesso, situata nell'Iberia meridionale.